# Río de la Paz (Canadá)
El río de la Paz (del inglés: Peace River); en francés: Rivière de la Paix es un largo río de Canadá, que nace en las Montañas Rocosas, en el norte de la provincia de Columbia Británica, fluye hasta el norte de la provincia de Alberta, pasa por el parque nacional del Búfalo de los Bosques y desemboca en el lago Athabasca. Junto con el río Athabasca, genera un gran delta fluvial poco profundo, el delta Peace-Athabasca. 
El río de la Paz tiene 1521 km de longitud (1923 km si se incluye la longitud de su cabecera, el río Finlay) y drena una amplia cuenca de 302 500 km², mayor que países como Italia, Filipinas o Ecuador. 

## Geografía

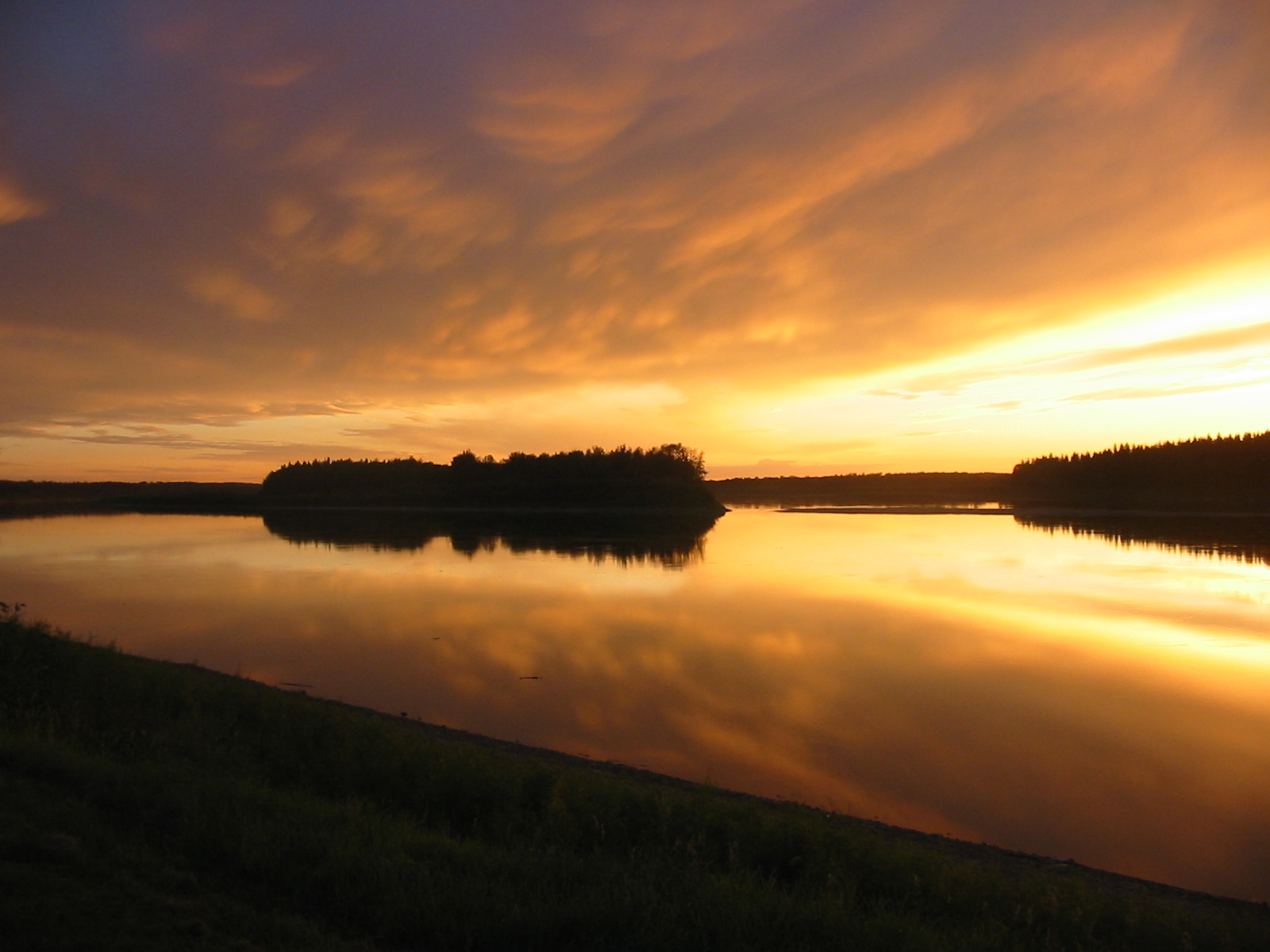
Atardecer en el río en Fort Vermilion (Alberta).

El río de la Paz se forma por la confluencia de los ríos Finlay y Parsnip ( 240 km), una confluencia ahora sumergida bajo las aguas del lago Williston, un embalse artificial formado tras la construcción de la presa W. A. C. Bennett en el río de la Paz. (acabada en 1968). El río forma parte del sistema fluvial del río Mackenzie, ya que es un tramo de su cabecera más lejana: el río Mackenzie (1738 km), conecta el Gran Lago del Esclavo con el océano Ártico; el río de los Esclavos, une el Gran Lago del Esclavo con el lago Athabasca; y el río de la Paz, que el más largo de los ríos que desaguan en el lago Athabasca, es su cabecera más alejada y, por tanto, también la del Mackenzie. El sistema fluvial del Mackenzie es el más largo de Canadá y el segundo de Norteamérica, tras el Misuri-Misisipi.
Los suelos ricos del valle de la Paz en Alberta han estado produciendo cosechas del trigo desde finales del siglo XIX. La región del río de la Paz es también un importante centro de producción de petrolífero y de gas natural. También hay plantas de celulosa y papel a lo largo del río en la Columbia Británica.

### Tributarios
Los principales tributarios del río de la Paz son los siguientes:
| Lago Williston - Río Finlay - Río Omineca - Río Ingenika - Río Ospika - Río Parsnip - Río Manson - Río Nation - Arroyo Clearwater - Río Nabesche - Arroyo Carbón | Noreste de la Columbia Británica - Arroyo Farrell Creek - Río Halfway - Río Moberly - Río Pine - Beatton River - Río Doig - Río Blueberry - Río Kiskatinaw - Río Alces | Alberta - Río Pouce Coupe - Río Clear - Río Montagneuse - Arroyo Hamelin - Río Ksituan - Arroyo Hines - Río Saddle - Río Smoky - Río Heart - Río Whitemud - Río Cadotte - Río Notikewin - Río Wolverine - Río Buffalo - Río Keg - Río Boyer - Río Caribou - Río Wabasca - Río Mikkwa - Río Wentzel - Río Jackfish | Lago Claire - Río Birch - Río McIvor - Lago Baril - Lago Mamawi |

## Historia
Las regiones a lo largo del río son el hogar tradicional del pueblo danezaa, llamados beaver por los europeos. Se cree que el comerciante de pieles Peter Pond habría visitado el río en 1785, siendo el primer occidental del que se tiene constancia. En 1788 Charles Boyer de la Compañía del Noroeste estableció un puesto para el comercio de pieles en la confluencia del río que ahora lleva su nombre, el río Boyer. En 1792 y 1793, el explorador Alexander MacKenzie remontó el río hasta la divisoria continental. Mackenzie se refirió al río como Unjegah, por una palabra nativa que significaría «río grande».
Las décadas de hostilidades entre los danezaa y los cree (en la que los cree dominaron a los danezaa), terminaron en 1781 cuando una epidemia de viruela diezmó a los cree. Se estableció un Tratado de Paz fumando una pipa de la paz. El tratado hizo que el río de la Paz hiciera de frontera, con los danezaa al norte y los cree, al sur.
En 1794, se construyó un puesto de comercio de pieles en Fort St. John, que fue el primer asentamiento no nativo en la parte continental de la Columbia Británica.

### Navegación en el río

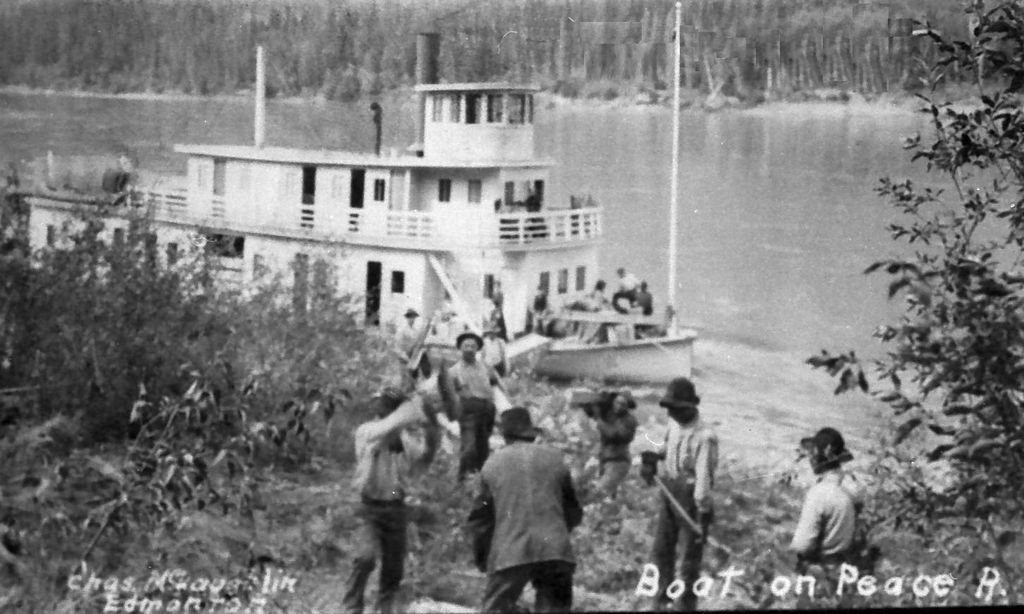
El Grenfell fue uno de los primeros barcos que navegaron en el río.

El río de la Paz tiene dos secciones navegables, separadas por los cascadas de Vermilion Chutes, cerca de Fort Vermilion. El primer barco de vapor que navegó por el río de la Paz fue el Grahame, un barco de la Hudson's Bay Company construido en Fort Chipewyan, en el lago Athabasca. Hermanos de los Misioneros Oblatos de María Inmaculada construyeron el St. Charles para navegar por el curso superior del río, desde Fort Vermilion a Hudson's Hope. Aproximadamente una docena de embarcaciones navegaron por el río. La mayor parte de los primeros barcos fueron barcos de vapor de leña, alimentados por la madera cortada en la orilla del río. La última nave de carga fue el Watson's Lake, retirado en el año de 1952.